# Anthelephila nepalensis
Anthelephila nepalensis là một loài bọ cánh cứng trong họ Anthicidae. Loài này được Kejval miêu tả khoa học năm 2000.